# Hormetica vittata
Hormetica vittata är en kackerlacksart som beskrevs av Brunner von Wattenwyl 1865. Hormetica vittata ingår i släktet Hormetica och familjen jättekackerlackor. Inga underarter finns listade i Catalogue of Life.